# Gunnaur
Gunnaur is een nagar panchayat (plaats) in het district Sambhal van de Indiase staat Uttar Pradesh.

## Demografie
Volgens de Indiase volkstelling van 2001 wonen er 19.105 mensen in Gunnaur, waarvan 52% mannelijk en 48% vrouwelijk is. De plaats heeft een alfabetiseringsgraad van 31%.